# Andrena incognita
Andrena incognita är en biart som beskrevs av Warncke 1975. Andrena incognita ingår i släktet sandbin, och familjen grävbin. Inga underarter finns listade i Catalogue of Life.